# لیگ قهرمانان والیبال اروپا
لیگ قهرمانان اروپا (به انگلیسی: CEV Champions League) بالاترین سطح رقابت‌های اروپا برای باشگاه‌های والیبال مردان اروپا است که هر سال توسط ای وی سی برگزار می‌گیرد. این رقابت‌ها با نام قهرمانان کنفدراسیون والیبال اروپا و لیگ قهرمانان اروپا دنیزبانک نیز شناخته می‌شود.

## تاریخچه
ایده برگزاری این مسابقات از رومانی، در سال ۱۹۵۸ به اف ای وی بی داده شد.
زسکا مسکو روسیه با ۱۳ قهرمانی پرافتخارترین تیم این رقابت‌ها است.

## نام‌ها
یک سال هم با نام اسپانسر بانک ایندزیت برگزار شد.
- جام اروپا: ۲۰۰۰–۱۹۵۹
- لیگ قهرمانان اروپا: ۲۰۰۰-تا به امروز (نام مرسوم)
- لیگ قهرمانان کنفدراسیون والیبال اروپا: ۲۰۰۸-تا به امروز

## نتایج

### جام اروپا
| سال       | فینال                 | فینال         | فینال                  |
| سال       | قهرمان                | نتیجه         | نایب قهرمان            |
| --------- | --------------------- | ------------- | ---------------------- |
| ۱۹۵۹–۱۹۶۰ | زسکا مسکو             | ۳–۰، ۱–۳      | راپید بخارست           |
| ۱۹۶۰–۱۹۶۱ | راپید بخارست          | ۳–۱، ۳–۲      | زسکا مسکو              |
| ۱۹۶۱–۱۹۶۲ | زسکا مسکو             | ۲–۳، ۳–۱      | راپید بخارست           |
| ۱۹۶۲–۱۹۶۳ | راپید بخارست          | ۳–۱، ۳–۰      | زسکا مسکو              |
| ۱۹۶۳–۱۹۶۴ | لایپزیگ               | ۳–۱، ۳–۱      | ملادوست زاگرب          |
| ۱۹۶۴–۱۹۶۵ | راپید بخارست          | ۱–۳، ۳–۱، ۳–۲ | مینیور پرنیک           |
| ۱۹۶۵–۱۹۶۶ | دینامو بخارست         | ۳–۱، ۳–۲      | راپید بخارست           |
| ۱۹۶۶–۱۹۶۷ | دینامو بخارست         | ۳–۰، ۱–۳، ۳–۱ | راپید بخارست           |
| ۱۹۶۷–۱۹۶۸ | اسپارتاک برنو         | ۱–۳، ۳–۰، ۳–۱ | دینامو بخارست          |
| ۱۹۶۸–۱۹۶۹ | زسکا صوفیه            | ۳–۰، ۳–۲      | استاوا بخارست          |
| ۱۹۶۹–۱۹۷۰ | بوروستنیک آلما آتا    | ۳–۰، ۳–۱      | زتور زبرویوفکا برنو    |
| ۱۹۷۰–۱۹۷۱ | بوروستنیک آلما آتا    | ۲–۳، ۳–۱، ۳–۲ | زتور زبرویوفکا برنو    |
| ۱۹۷۱–۱۹۷۲ | زتور برویوکا برنو     | ۳–۱           | روینی فلورانس          |
| ۱۹۷۲–۱۹۷۳ | زسکا مسکو             | ۳–۱           | رسوویا ژشوف            |
| ۱۹۷۳–۱۹۷۴ | زسکا مسکو             | ۳–۲           | دینامو بخارست          |
| ۱۹۷۴–۱۹۷۵ | زسکا مسکو             | ۳–۰           | لایپزیگ                |
| ۱۹۷۵–۱۹۷۶ | دوکلا لیبرتس          | ۳–۱           | اسلاویا صوفیه          |
| ۱۹۷۶–۱۹۷۷ | زسکا مسکو             | ۳–۲           | دینامو بخارست          |
| ۱۹۷۷–۱۹۷۸ | پلومین میلوویچ        | ۳–۱           | استارلیفت بلوکر        |
| ۱۹۷۸–۱۹۷۹ | سرنا هوزدا براتیسلاوا | ۳–۲           | استوا بخارست           |
| ۱۹۷۹–۱۹۸۰ | کلیپان تورینو         | ۳–۰           | سرونا هوزدا براتیسلاوا |
| ۱۹۸۰–۱۹۸۱ | دینامو بخارست         | ۳–۲           | زسکا مسکو              |
| ۱۹۸۱–۱۹۸۲ | زسکا مسکو             | ۳–۱           | کلیپان تورینو          |
| ۱۹۸۲–۱۹۸۳ | زسکا مسکو             | ۳–۰           | کن                     |
| ۱۹۸۳–۱۹۸۴ | پارما                 | ۳–۲           | ملادوست زاگرب          |
| ۱۹۸۴–۱۹۸۵ | پارما                 | ۳–۱           | ملادوست زاگرب          |
| ۱۹۸۵–۱۹۸۶ | زسکا مسکو             | ۳–۲           | پارما                  |
| ۱۹۸۶–۱۹۸۷ | زسکا مسکو             | ۳–۱           | پانینی مودنا           |
| ۱۹۸۷–۱۹۸۸ | زسکا مسکو             | ۳–۰           | پانینی مودنا           |
| ۱۹۸۸–۱۹۸۹ | زسکا مسکو             | ۳–۱           | پانینی مودنا           |
| ۱۹۸۹–۱۹۹۰ | فیلیپس مودنا          | ۳–۲           | آ. اس فرژوس            |
| ۱۹۹۰–۱۹۹۱ | زسکا مسکو             | ۳–۱           | پانینی مودنا           |
| ۱۹۹۱–۱۹۹۲ | راونا                 | ۳–۰           | المپیاکوس پیرئوس       |
| ۱۹۹۲–۱۹۹۳ | ادیکولچی راونا        | ۳–۰           | ماکسیکنو پارما         |
| ۱۹۹۳–۱۹۹۴ | ادیکولچی راونا        | ۳–۰           | ماکسیکونو پارما        |
| ۱۹۹۴–۱۹۹۵ | سیسلی ترویزو          | ۳–۰           | ادیکوچی راونا          |
| ۱۹۹۵–۱۹۹۶ | دایتونای مودنا        | ۳–۱           | داخائو                 |
| ۱۹۹۶–۱۹۹۷ | والتور مودنا          | ۳–۰           | نولیکو مازک            |
| ۱۹۹۷–۱۹۹۸ | کازا مودنا            | ۳–۰           | اونیکاخا آلمریا        |
| ۱۹۹۸–۱۹۹۹ | سیسلی ترویزو          | ۳–۰           | نولیکو مازک            |
| ۱۹۹۹–۲۰۰۰ | سیسلی ترویزو          | ۳–۱           | اشتوتگارت فریدریش‌هافن  |

### لیگ قهرمانان اروپا - لیگ قهرمانان کنفدراسیون والیبال اروپا

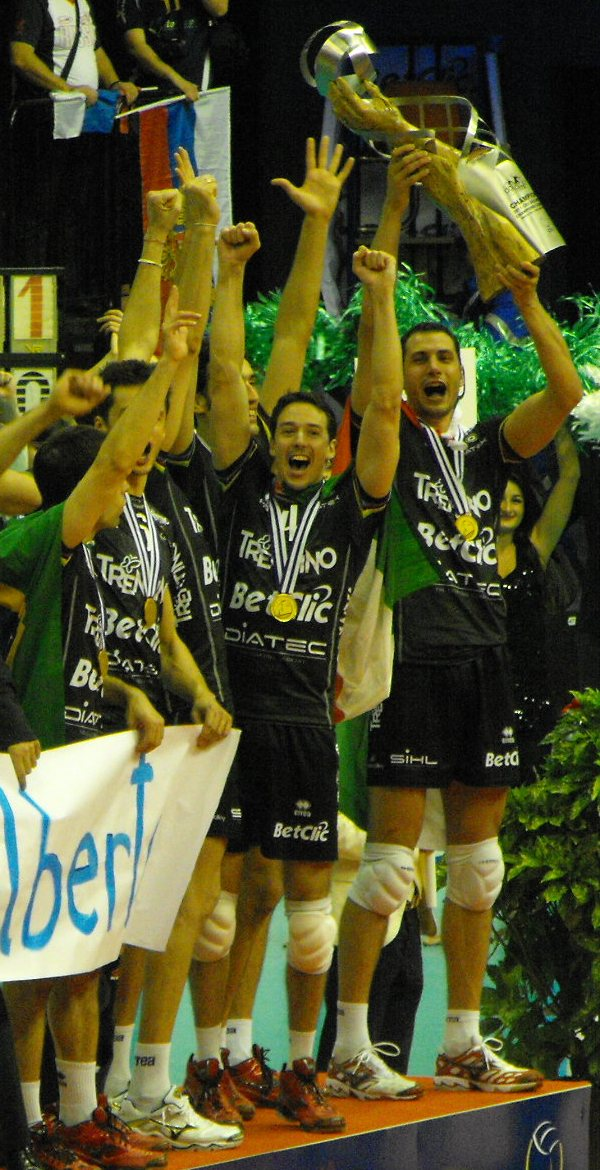
قهرمانی ترنتینو در سال ۲۰۱۱

| ۲۰۰۰–۲۰۰۱ جزئیات | پاریس     | پاریس                 | ۳–۲ | سیسلی ترویزو       | فورد بی. جسو رم    | ۳–۲ | المپیاکوس پیرئوس      | ۱۶ |
| ۲۰۰۱–۲۰۰۲ جزئیات | اوپوله    | لوبه بانکا ماچراتا    | ۳–۱ | المپیاکوس پیرئوس   | ایراکلیس تسالونیکی | ۳–۲ | زاکسا کیدژیرژن        | ۱۶ |
| ۲۰۰۲–۲۰۰۳ جزئیات | میلان     | لوکوموتیو بلگورود     | ۳–۰ | کراکل مودنا        | زاکسا کیدژیرژن     | ۳–۰ | پاریس                 | ۲۰ |
| ۲۰۰۳–۲۰۰۴ جزئیات | بلگورود   | لوکوموتیو بلگورود     | ۳–۰ | ایسکرا اودینتسوفو  | تور                | ۳–۲ | ایراکلیس تسالونیکی    | ۲۰ |
| ۲۰۰۴–۲۰۰۵ جزئیات | تسالونیکی | تور                   | ۳–۱ | ایراکلیس تسالونیکی | لوکوموتیو بلگورود  | ۳–۰ | اشتوتگارت فریدریش‌هافن | ۲۰ |
| ۲۰۰۵–۲۰۰۶ جزئیات | رم        | سیسلی ترویزو          | ۳–۱ | ایراکلیس تسالونیکی | لوکوموتیو بلگورود  | ۳–۱ | دینامو مسکو           | ۲۰ |
| ۲۰۰۶–۲۰۰۷ جزئیات | مسکو      | اشتوتگارت فریدریش‌هافن | ۳–۱ | تور                | دینامو مسکو        | ۳–۰ | لوبه بانکا ماچراتا    | ۲۴ |
| ۲۰۰۷–۲۰۰۸ جزئیات | ووچ       | زنیت کازان            | ۳–۲ | کوپرا پیاچنزا      | اسکرا بلچاتوف      | ۳–۲ | سیسلی ترویزو          | ۲۴ |
| ۲۰۰۸–۲۰۰۹ جزئیات | پروجا     | ترنتینو               | ۳–۱ | ایراکلیس تسالونیکی | ایسکرا اودینتسوفو  | ۳–۲ | لوبه بانکا ماچراتا    | ۲۴ |
| ۲۰۰۹–۲۰۱۰ جزئیات | ووچ       | ترنتینو               | ۳–۰ | دینامو مسکو        | اسکرا بلچاتوف      | ۳–۱ | بلد                   | ۲۴ |
| ۲۰۱۰–۲۰۱۱ جزئیات | بولزانو   | ترنتینو بتکلیک        | ۳–۱ | زنیت کازان         | دینامو مسکو        | ۳–۱ | یاسشبسکی ونگل         | ۲۴ |
| ۲۰۱۱–۲۰۱۲ جزئیات | ووچ       | زنیت کازان            | ۳–۲ | اسکرا بلچاتوف      | ترنتینو            | ۳–۰ | آرکاس ازمیر           | ۲۴ |
| ۲۰۱۲–۲۰۱۳ جزئیات | امسک      | لوکوموتیو نووسیبیرسک  | ۳–۲ | بانکا لانوتی کونئو | زنیت کازان         | ۳–۱ | زاکسا کنژیژن کوژله    | ۲۸ |
| ۲۰۱۳–۲۰۱۴ جزئیات | آنکارا    | بلوگوری بلگورود       | ۳–۱ | هالک بانک          | یزچمبسکی ونگل      | ۳–۱ | زنیت کازان            | ۲۸ |

## عنوان بر اساس باشگاه
| باشگاه        | قهرمان | نایب قهرمانی | سال قهرمانی                                                                  | سال نایب قهرمانی       |
| ------------- | ------ | ------------ | ---------------------------------------------------------------------------- | ---------------------- |
| زسکا مسکو     | ۱۳     | ۳            | ۱۹۶۰، ۱۹۶۲، ۱۹۷۳، ۱۹۷۴، ۱۹۷۵، ۱۹۷۷، ۱۹۸۲، ۱۹۸۳، ۱۹۸۶، ۱۹۸۷، ۱۹۸۸، ۱۹۸۹، ۱۹۹۱ | ۱۹۶۱، ۱۹۶۳، ۱۹۸۱       |
| مودنا         | ۴      | ۴            | ۱۹۹۰، ۱۹۹۶، ۱۹۹۷، ۱۹۹۸                                                       | ۱۹۸۷، ۱۹۸۸، ۱۹۸۹، ۲۰۰۳ |
| سیسلی         | ۴      | ۱            | ۱۹۹۵، ۱۹۹۹، ۲۰۰۰، ۲۰۰۶                                                       | ۲۰۰۱                   |
| راپید بخارست  | ۳      | ۴            | ۱۹۶۱، ۱۹۶۳، ۱۹۶۵                                                             | ۱۹۶۰، ۱۹۶۲، ۱۹۶۶، ۱۹۶۷ |
| دینامو بخارست | ۳      | ۳            | ۱۹۶۶، ۱۹۶۷، ۱۹۸۱                                                             | ۱۹۶۸، ۱۹۷۴، ۱۹۷۷       |
| راونا         | ۳      | ۱            | ۱۹۹۲، ۱۹۹۳، ۱۹۹۴                                                             | ۱۹۹۵                   |
| ترنتینو       | ۳      | ۰            | ۲۰۰۹، ۲۰۱۰، ۲۰۱۱                                                             |                        |
| بلگوری        | ۳      | ۰            | ۲۰۰۳، ۲۰۰۴، ۲۰۱۴                                                             |                        |

## عنوان‌ها بر اساس کشور
| کشور       | قهرمانی | دوم | فینالیست |
| ---------- | ------- | --- | -------- |
| روسیه      | ۲۱      | ۶   | ۲۶       |
| ایتالیا    | ۱۸      | ۱۴  | ۳۲       |
| رومانی     | ۶       | ۹   | ۱۵       |
| چکسلواکی   | ۴       | ۳   | ۷        |
| فرانسه     | ۲       | ۳   | ۵        |
| بلغارستان  | ۱       | ۲   | ۳        |
| آلمان      | ۱       | ۲   | ۳        |
| لهستان     | ۱       | ۳   | ۳        |
| آلمان شرقی | ۱       | ۱   | ۲        |
| یونان      | ۰       | ۵   | ۵        |
| یوگسلاوی   | ۰       | ۳   | ۳        |
| بلژیک      | ۰       | ۲   | ۲        |
| هلند       | ۰       | ۱   | ۱        |
| اسپانیا    | ۰       | ۱   | ۱        |